# (188588) 2005 NP29
188588 (2005 NP29) là một tiểu hành tinh vành đai chính được phát hiện ngày 8 tháng 7 năm 2005 bởi James Whitney Young ở Đài thiên văn Núi bàn gần Wrightwood, California.